# 메뚜기쥐속
메뚜기쥐속 (Onychomys)은 쥐상과 비단털쥐과에 속하는 설치류 속의 하나이다. 북아메리카에서 발견되는 3종을 포함하고 있다. 먹이는 곤충 등 절지동물이다.

## 하위 종
- 먼스메뚜기쥐 또는 치와와메뚜기쥐 (Onychomys arenicola)
- 북부메뚜기쥐 (Onychomys leucogaster)
- 남부메뚜기쥐  (Onychomys torridus)